# Реформировать Соединённое Королевство
Реформировать Соединённое Королевство (англ. Reform UK) — правая политическая партия в Великобритании. Она была основана как Партия Брексита (англ. Brexit Party) в ноябре 2018 года и была переименована в партию «Реформировать Соединенное Королевство» 6 января 2021 года. Партия была основана Найджелом Фаражем и Кэтрин Блейклок с целью пропаганды Брексита. До выхода Великобритании из Европейского союза в партии было 23 члена Европейского парламента. На выборах в Европарламент она получила 29 мест.

## История
Компания под названием The Brexit Party Limited была зарегистрирована в Регистрационной палате 23 ноября 2018 года. Об этом было официально объявлено 20 января 2019 года бывшим представителем UKIP по экономике. Кэтрин Блейклок, которая сначала была лидером партии. 5 февраля 2019 года партия была зарегистрирована в Избирательной комиссии Соединённого Королевства для выдвижения кандидатов на любых выборах в Англии, Шотландии, Уэльсе и в Европейском союзе.
22 ноября 2019 года Партия Брексита участвовала во всеобщих выборах. Выдвинула несколько предложений по налогообложению, реформированию политики, иммиграции и окружающей среде. Партия получила два процента голосов на выборах, при этом ни один из её 273 кандидатов не получил места.
В 2021 году партия получила представительство в шотландском парламенте, когда бывший консерватор перешёл в партию реформистов, однако потерял своё место в том же году.
В марте 2024 года партия получила первое и единственное место в палате общин в лице Ли Андерсона, ранее исключенного из Консервативной партии за утверждения о том, что мэр Лондона контролируется исламистами.
Партия наблюдает всплеск в предвыборных опросах с начала 2024 года. Недовольство части избирателей как премьер-министром Риши Сунаком, так и лидером оппозиции Киром Стармером по вопросам иммиграции, стоимости жизни, засилья корпораций и здравоохранения даёт партии хорошие шансы на выборах в 2024 году. Тем не менее, ряд аналитиков считают партию потенциальным «спойлером» для консерваторов, голоса за которую могут стоить последней до 30 мест в парламенте.
После выборов, 11 июля, Зия Юсуф сменил Ричарда Тайса на посту председателя партии, а Тайс, став депутатом, заменил Бена Хабиба на посту заместителя лидера.

## Политические позиции
Хотя изначально партия концентрировалась только на вопросе «брексита», с 2021 года она занимает позиции правого популизма, главным идеологом которой является её основатель и лидер Найджел Фарадж. Официальные лица партии отвергают утверждения в том, что они придерживаются ультраправых взглядов, хотя она разделяет взгляды современных европейских правых на иммиграцию и окружающую среду.
В манифесте «Наш контракт с вами» изложены основные принципы, с которыми партия идёт на выборы 2024 года: 
- сокращение государственных расходов;
- снижение налогов;
- борьба с нелегальной иммиграцией;
- реформа здравоохранения
- снижение стоимости жилья и электроэнергии;
- увеличение расходов на полицию и оборону;
- дальнейшее продолжение «брексита»,  выход из ЕКПЧ.

## Лидеры
| No. | Имя             | Портрет | Занял пост     | Покинул пост  |
| --- | --------------- | ------- | -------------- | ------------- |
| 1   | Кэтрин Блейклок |         | 20 января 2019 | 20 марта 2019 |
| 2   | Найджел Фараж   |         | 22 марта 2019  | 6 марта 2021  |
| 3   | Ричард Тайс     |         | 6 марта 2021   | 3 июня 2024   |
| (2) | Найджел Фараж   |         | 3 июня 2024    | —             |